# نیل پیرت
نیل پیرت (انگلیسی: Neil Ellwood Peart؛ زادهٔ ۱۲ سپتامبر ۱۹۵۲ – درگذشته ۷ ژانویه ۲۰۲۰) یک موسیقی‌دان اهل کانادا بود. وی از سال ۱۹۶۸ میلادی تا سال ۲۰۱۵ مشغول فعالیت بوده‌است.